# Кашча
Кашча (словен. Kašča) је некадашње насељено место у општини Семич, регија Југоисточна Словенија, Словенија.

## Историја
До територијалне реорганизације у Словенији била је у саставу старе општине Чрномељ. 2001. године насеље је укинуто и припојено насељу Семич.

## Становништво
| Број становника према пописима |
| ------------------------------ |
| 1991                           |
| 94                             |

Напомена: Године 1990. повећана за делове насеља Цокловца и Села при Семичу. Године 2001. припојен насељу Семич.